# Автошлях B44 (Німеччина)
Федеральна траса 44 (нім. Bundesstraße 44, В 44) пролягає від Франкфурта-на-Майні до федеральної траси B9 у Людвіґсгафені-на-Рейні.

## Маршрут

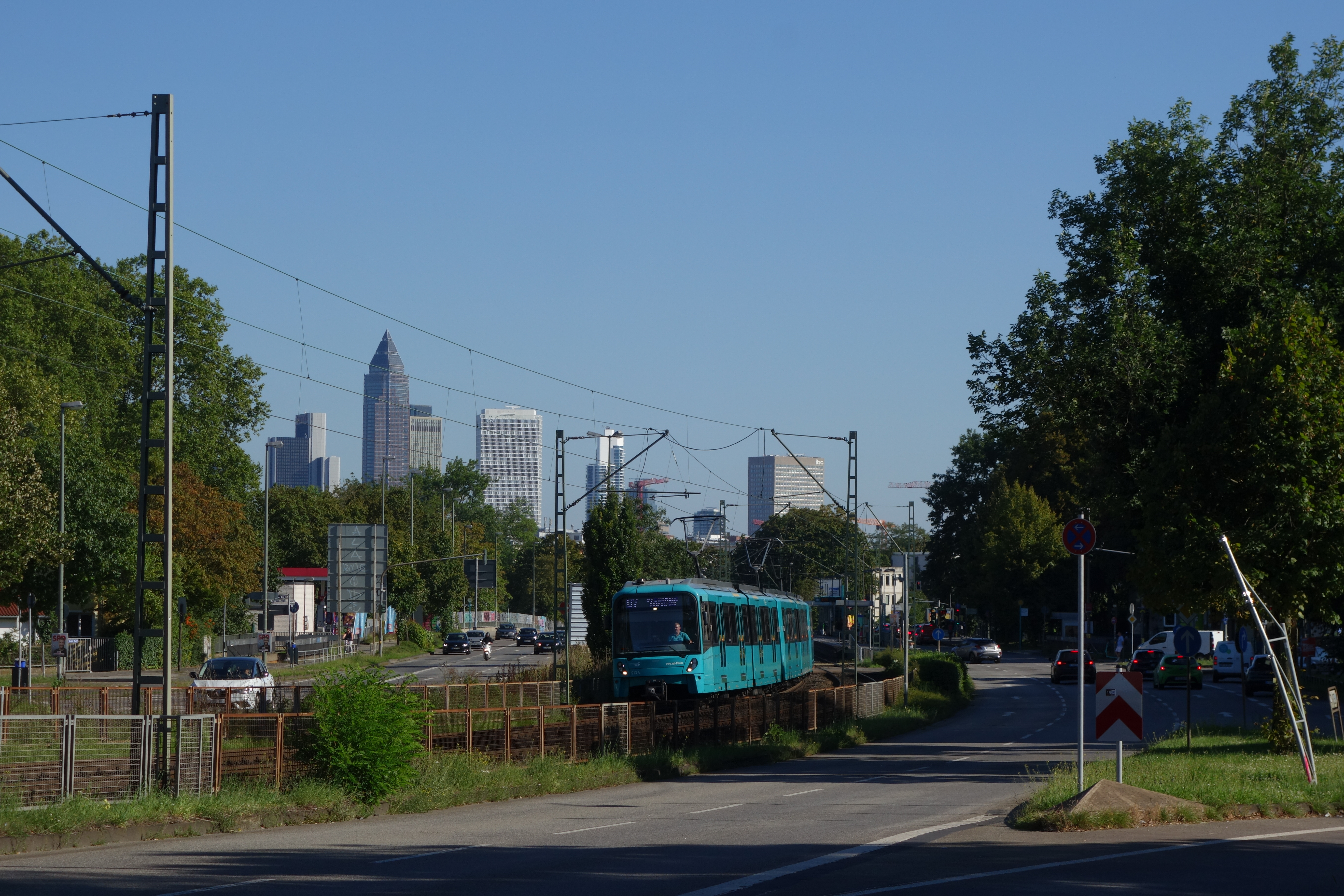
B 44 на її початку у Франкфурт-Редельгаймі, а маршрут франкфуртського штадтбану проходить посередині

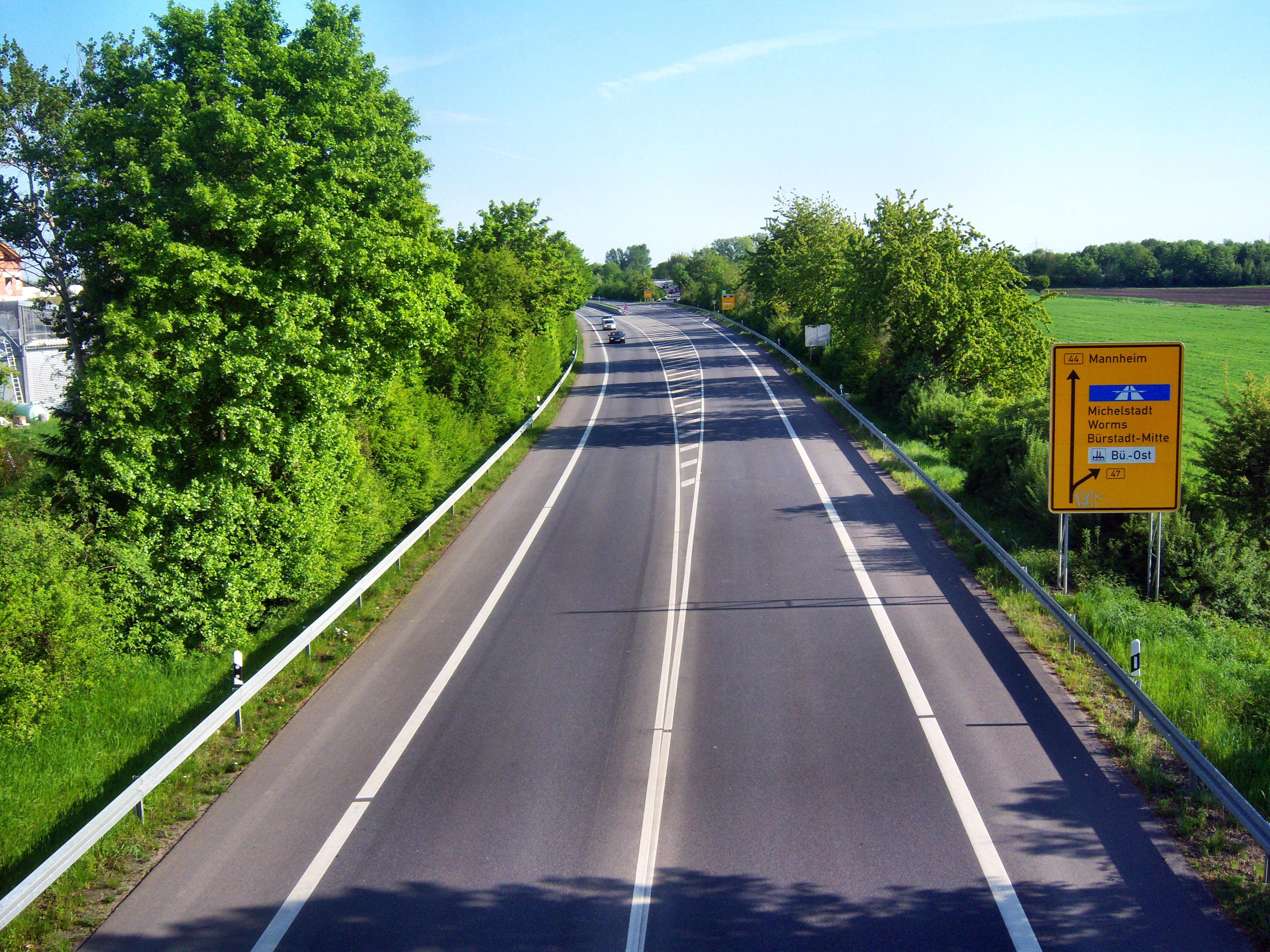
B 44 поблизу Бурштадта

B 44 починається на перехресті Франкфурт-на-Майні – Людвіг-Ландманн-штрассе та A66 у районі Редельхайм. Звідси вона веде до центру міста через Ludwig-Landmann-Strasse у південно-східному напрямку. За станцією U-Bahn-Bahn-Hausener Weg він перетинає Нідду і коротко пролягає через Франкфурт-Хаузен, де Ludwig-Landmann-Straße повертає на південь і йде звідси, у Боккенхаймі, до Katharinenkreisel. B 44 зливається тут із A 648, що йде із заходу, яка закінчується за кільцевою розв’язкою та йде на схід до центру міста як Theodor-Heuss-Allee. Frankfurter Alleenring досягається на Ludwig-Erhard-Anlage в районі Westend. B 44 слідує за кільцем проспекту до центру міста в південно-східному напрямку через Фрідріха-Еберта-Анлаге та площу Республіки вздовж кордону між районами Галлус і Вестенд. Через Düsseldorfer Straße та Am Hauptbahnhof Street B 44 досягає Baseler Straße та Baseler Platz у районі Gutleutviertel . B 44 перетинає Майн на Фріденсбрюкке та досягає Стреземанналлеє в Заксенхаузені. На перехресті з Kennedyallee B 44 відгалужується праворуч і веде за Kennedyallee з міста до Oberforsthaus. Kennedyallee закінчується тут і вливається в Mörfelder Landstrasse, яка в’їжджає зліва. Mörfelder Landstraße веде як під'їзна дорога, схожа на автомагістраль, уздовж Sportpark Waldstadion до розв'язки Frankfurt-Süd A3. За A3 B 44 залишає район Франкфурта. Він продовжується в південно-західному напрямку через міські райони Ной-Ізенбург і Мерфельден-Вальдорф до перехрестя Грос-Герау на A67.

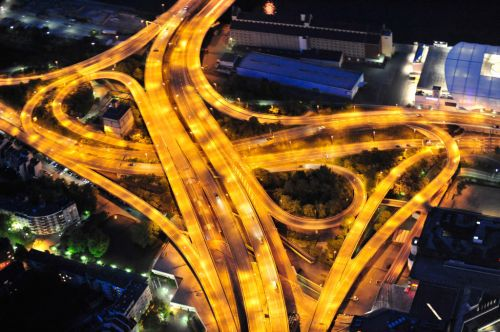
B 44 біля з’їзду на міст Курта Шумахера в Людвіґсгафен-на-Рейні

## Історія
Планування реконструкції естакади розпочалося ще в 1993 році. Витрати на часткову реконструкцію спочатку оцінювалися в 20 мільйонів євро, через дванадцять років – у 70 мільйонів євро, на початку 2010 року – у 150 мільйонів євро, а наприкінці 2010 рік – 190 мільйонів євро. Термін будівництва повинен становити близько восьми-десяти років. Ще через три роки вважається, що це було занадто жорстко розраховано.